# 中条りの
中条 りの (なかじょう りの、1997年12月12日 - ）は、日本のAV女優。ACT所属
北海道出身

## 略歴
2022年5月にOPPAIからAVデビュー。

## 人物
特技は卓球。趣味はゲーム。好きな食べ物は牛タン、焼肉。基本的にはインドア派で、これまで付き合った彼ともお家デートをすることが多かったという。好きな異性のタイプは、価値観が合い、一緒にいて楽しい人。見た目の好みは犬っぽい人で、芸能人で例えるなら俳優の千葉雄大。
エッチな事に触れたきっかけは、家族の共有パソコンに兄が隠していたエッチな動画やエロサイトへの検索履歴、父が隠し持っていたエロ漫画を小学生の頃に見つけたこと。それ以来、ワクワクしながそれらを見ていたが、初めてオナニーをしたのは中学2年の時だった。また、初体験は17歳の時で、相手はSNSで知り合った男友達。相手の実家で経験した。
デビューのきっかけは、元々デリヘル嬢。AVに興味があり、エッチな事が好きだったから。性感帯は、クリトリス、背中、尻。M気質でフェザータッチされたり、軽く叩かれるのが好きだと語っている。
プロフィール上のスリーサイズは、B:85cm (G)、W:57cm、H:84cmであるが、デビュー作の撮影時に測定したところ、バストは90cmのHカップ、ウエストは55cmだった。

## 作品

### アダルトビデオ
- 脱いだらスゴイくびれ巨乳 AV面接にきた超性格イイ隠れHカップ現役女子大生 AVデビュー（5月15日、E-BODY）
- SNSで1度だけアップした下着自撮りが3万イイねを記録 ネットから誕生した くびれ巨乳AVデビュー（5月17日、OPPAI）
- 全国の遅漏な男の子のために巨乳お姉さんが膣トレ & パイトレ 締まり抜群 感度抜群になった生マ〇コで抜かずの連発中出し（6月21日、本中）
- 中出し露天温泉 究極くびれ巨乳! 感度抜群ドスケベ淫乱お姉さん（7月22日、ま○こ銀行）
- 中出しセフレ Gカップ女神ボディの運送会社事務OLりの （8月2日、パコパコ団とゆかいな仲間たち/妄想族）
- 見た目は地味なのに脱いだら凄い Hカップ巨乳の現役保育士が誘惑杭打ち騎乗位中出しプレス（8月2日、BeFree）
- 最低10発はヌクッ 巨乳を震わせながらイキまくる何発でも中出しOKの巨乳媚薬サロン（8月9日、unfinished）
- 【SEX回数1回・パイズリ経験人数508人・発射させた数7254発】爆乳保育士は仏レベルのご奉仕ドM乳便器悲願の4年ぶりのH解禁!（8月16日、キチックス/妄想族）
- すれてない銀行員 りの 23さい Hcup（9月8日、プラム）
- イイカラダのセフレお貸しします 中条りの 01（9月20日、ゾクゾク娘/妄想族）
- 義理の息子に繰り返しレ○プされ完全服従してしまった継母（10月11日、マザー）
- 発育の良すぎる巨乳制服美少女と性交。02（10月11日、BAZOOKA）
- 巨乳デリヘル 中条りの（10月25日、ゲインコーポレーション）
- 『完全顔出し』乃木坂クラスの透明感溢れる美少女。痩せてるのにボインな君と超個人撮影。（10月27日、MERCURY）
- 東北の町役場で働く地味なアノ子はアプリで男を漁りまくり、1日10回以上オナニーを貪る性依存症メガネ巨乳娘（11月1日、キチックス/妄想族）
- 美人エステティシャン限定! 欲求不満男子の睾丸マッサージしてみませんか? キ●タマ触れるだけで怒髪天勃起! 丁寧にもみほぐすとカウパー汁の大洪水! 壮絶な股間から目が離せない美女にそのまま爆勃ちペニスを生挿入!（11月25日、赤面女子）
- セーラー服美少女と完全主観従順性交 SPECIAL Vol.001（12月13日、BAZOOKA）

- 義父と嫁 夏の秘め事 4（1月10日、ながえSTYLE）
- 「童貞君の包茎ち○ぽの皮を剥いて洗ってもらえませんか!?」 素人奥様が童貞君と密着混浴! 母性たっぷりち○ぽを泡洗い! カチカチにズル剥けた童貞ち○ぽに赤面発情! そのまま優しく筆下ろしSEX! 6（1月27日、赤面女子）
- 完全個室性感エステ 快楽泡泡洗体 中出し交渉盗撮（2月2日、素人39）
- 逆バニーで接客するくびれ巨乳店員がいると噂のガールズBARでお持ち帰り争奪杯OPPAIゲーム敢行（2月7日、FunCity/妄想族）
- マッチングアプリに重課金しまくりナンパ成功!! オーバーGカップのデカパイ美女に「サクッとパイズリしてくれませんか?」 即金交渉!! 巨チンのザーメン狭射にメス発情 ラブホで爆乳弾ませタダマン生ハメ!!（2月7日、FunCity/妄想族）
- 鍼灸院すどう盗撮り下ろし 8  ぽっちゃりさん感度良すぎて悲鳴 / モミ心地良し小玉スイカっぷ巨乳 / 妊活中は子宮周りと愛液がキモ / 高身長で脚が長い! チ●ポ入るか?（2月9日、プラム）
- おち○ぽ洗い屋 サウナレディのお仕事（2月28日、S級素人）
- 毎朝見かける同じマンションのお人よしそうなお姉さんはめちゃくちゃナイスボディのエロ巨乳でチ〇ポ大好き変態痴女でした（3月9日、ヒビノ）
- 本日オナ禁解禁日! 自画撮り性欲リミッター崩壊オナニー（3月15日、プリモ）
- 完全顔出し現役ナースをガチナンパ! 白衣の天使がEDに悩む男を改善! ギン勃ちしたら喜んで中出しセックスまでさせてくれました! 6（3月23日、アイエナジー）
- パコ撮り No.85 「乳首…凄く硬くなってる♡」Gカップで巨乳なJ●に「ナマでヤリたい♪」と言われて2回も中出しした!（4月12日、First Star）
- ハワイ1周年企画 南国リゾート羞恥露出（4月20日、hawai）
- アナルのシワの数までハッキリわかる! ノーモザイク連続絶頂アナル見せオナニー 15（4月20日、アイエナジー）
- 奥さん、一緒に飲みませんか? 人妻にお酒とザーメン飲ませてみました マ●コも酩酊状態! チ●ポを欲しがり生セックスも許す人妻4人 東京の路上で人妻をナンパしてみた 4（4月22日、ビッグモーカル）
- 会社をサボって人妻不倫 裏渋谷でナンパした人妻さんと昼からラブホ 副業目的で撮影して小遣い稼ぎのAV発売!!（5月26日、h.m.p）
- 複数憑依分魂器 中条りの 入間茜 藍澤りく 岩沢香代（7月20日、ROCKET）
- 【素人個撮】どこでもフェラチオ美少女5 10名（7月25日、S級素人）
- 僕の日常生活が突然AVの世界に!? 勃ったら即ハメ! 最高峰スレンダー巨乳美女たちと夢の全裸同棲ドキュメント 中条りの 桐條紗綾（8月15日、E-BODY）
- 顔出し解禁!! マジックミラー便 Fカップ以上!! 巨乳ビキニ女子大生 密着ぬるぬるパイズリ編 8人全員SEXスペシャル!! ギンギンち○ぽを柔らかおっぱいで挟んでドピュッ! 真夏の水着女子が初めてのデカチン挿入でイキまくり!（8月15日、DEEP'S）
- 上司の前で・・私の妻がヌードモデルになりました。7  中条りの（8月22日、ながえSTYLE）

### アダルトVR
2022年
- 【時間無制限! 発射無制限!】風俗未経験の神ボディGcup奇跡の肉体美で献身的なおもてなしご奉仕! 中条りの（10月15日、こあらVR）

2023年
- 【俺専用パイズリ & オシャブリーナVR】15人完全撮りおろし（1月27日、こあらVR）

### アダルト配信
- 真菜 (orev020)（7月21日、俺の素人-Z-）
- リノ (hoi229)（7月23日、素人ホイホイZ）
- りの (zoct081)（7月23日、ゾクゾクタイム）
- 高梨（7月24日、素人盗撮倶楽部）
- 【超敏感体質でGカップ乳】激しく揺れ動く23歳スタイル抜群の美容師のおっぱい! 敏感すぎてごめんなさい! 騎乗位時の腰使いとバック時の敏感な表情で抜けちゃいます! 応募素人、初AV撮影 300 りの 23歳 美容師（7月26日、シロウトTV）
- りの (tmen026)（8月20日、東狂ハメンジャーズ）
- 【天上天下・最強Gカップ】隠れ爆乳なラーメン屋店員を彼女としてレンタル! 口説き落として本来禁止のエロ行為までヤリまくった一部始終を完全REC!! キワっキワの露出狂一歩手前な水着デートを楽しんだ後は、ホテルで濃密恋人SEX!! クビレがえぐいスレンダー体型なのに、豊満すぎるたわわなGカップが地上最強にエロい!!! しかもゴム拒否で生ハメ中出し懇願する隠れセックスドランカー!!「もっと激しくして!! 出して欲しい、中に!! 中にいっぱい出して!!!! いっぱいちょうだい!!」 りのちゃん 23歳 隠れGcupラーメン屋店員（10月2日、プレステージプレミアム）
- JOJO（10月12日、素人ホイホイ）
- りのさん (oreco195)（11月17日、俺の素人-Z-）
- 【美人CA】【零れる巨乳】超絶多忙のCAさんは溜まりに溜まってムラムラしちゃってます! 『お互いに満足できるように、自慢のカラダで最高のおもてなしをしたいと思います♪』責めるのが好きな彼女はいったいどんなおもてなしをするのか!? 【激エロ柔乳】【美巨尻】これぞ! 脱いだらスゴイ!! Hカップの美巨乳にキュッとくびれたウエストが美しいボディは興奮度MAX♪全力でご奉仕するパイズリはフワフワで即発射にご注意! 極エロHカップをバインバイン揺らして騎乗位は必見!! オッパイやお尻をプルプル震わせながら絶頂しまくりSEXを見逃すな!! りの 24歳 キャビンアテンダント（11月22日、ARA）
- 【スレンダー美巨乳】【底なし性欲】【酒好き】【濃厚パイズリ】りの 24歳 保育士 SNN #003 りの 24歳 保育士（11月29日、素人ハメ次郎）
- マジ軟派、初撮。 1869 りの 25歳 美容関係  せっかくの綺麗なお肌を披露する機会がないお姉さんをナンパ！久しぶりの男を前にHな要求を断れず…。服の上からでも分かる巨乳(推定Gカップ)は脱がすと形もキレイなまさに神乳! さらに細身でプリケツの完璧ボディだった!!（12月13日、ナンパTV）

- りのさん (oreco227)（1月20日、俺の素人-Z-）
- りのさん（2月1日、素人ペイペイ）
- 花 (mgfx087)（2月3日、陳飛龍）
- りな (endx426)（3月1日、E★ナンパDX）
- りのさん（3月17日、鍼灸院スドウ）
- ちなみ 【神スタイル】先週別れたばかりです… 美くびれ清楚系Gカップ水着美少女、押しに弱すぎて2中出しwww（4月27日、まんまんランド）
- ラグジュTV 1670 岡崎エリカ 29歳 大手コンビニ商品開発  明るい笑顔が魅力的な感度抜群の美女がAV出演! 濃厚な愛撫に体を震わせうっとり顔で感じ、クリを刺激すると大量に潮を吹き何度も絶頂!!（5月6日、ラグジュTV）
- りのさん（6月12日、ストレッチゆーちゅ○ばーさん。）
- りの (esdx007)（6月30日、E★素人DX）
- ちなみ（7月27日、まんまんランド）
- 花 (mgfx113)（8月4日、陳飛龍）
- （仮）暗黒067さん（8月4日、暗黒）